# Витомир Милетић
Витомир Милетић Витата (Witata) (Шљивно код Бања Луке, 17. јануар 1967.) српски је песник и сликар. Од 1969. године живи у Петроварадину.

## Књижевност
Хаику поезију пише од 1993. године a од 1994. године своје хаику песме објављује у најзначајнијим југословенским и српским књижевним часописима (Летопис Матице Српске, Хаику писмо, Хаику момент, Хаику листак, Хаику новине, Освит, Мостови, Кровови, Савременик, Сунчаник, Натрон, Путеви културе, Српска вила, Весник, Златна греда и Луча) и светским хаику часописима (Woodpecker, Аzami, Ko, Point Judith Light..) на више страних језика. Песме су му публиковане и у електронским часописима (Electronic Poetry Network, Aozora, WHC Review...). Заступљен је у више светских антологија хаику поезије, међу којима су:    
1. Haiku World (САД), 
2. Red Moon (САД), 
3. The London – Gunma Anthologie (Уједињено Краљевство), 
4. Антологија европске хаику поезије (Пољска), 
5. ХАИКУ „The Leaves are back in the tree“ (Грчка), 

6. Wild Flowers, New Leaves (WHC А colleciton of World Haiku), 2014. Јапан;
и антологија на српском језику: 
1. "Хаику несташна песма" - Небојша Симин, 
2. "Шапат океана" – антологија светске хаику поезије, 
3. "Сенке кестенова" - Антологија српске хаику поезије од друге половине XX века до данас - приредио: Александар Павић,
4. "Хаику и сродне форме" - Небојша Симин
5. "Зборник Хаику фестивала у Оџацима" - више издања, 
6. "Дубока светлост" Антологија светске хаику поезије - Дејан Богојевић,  
7. "Чуваркућа" Антологија српске хаику поезије -  Дејан Богојевић, 
8. "Хаику" - Антологија посвећена тридесетогодишњици Хаику фестивала у Оџацима, 
9. "Јутро припада птицама" - Антологија југословенског хаику песништва,

10. "Хаику овде и сада - Haiku Here and Now" - Небојша Симин.
Хаику стихови су му превођени на енглески, немачки, руски, француски, јапански, италијански, мађарски, пољски, бугарски и румунски. Осим хаикуа, пише и објављује хаибуне, ренге, танке, хаиге...
Од 2002. године покреће и уређује рубрику „Представљамо хаику песнике“ у енигматском часопису „Мини пирамида“. Уређује хаику рубрике у енигматским часописима "Супер сканди" и "Мега Сканди".
Коаутор је прве књиге југословенских ренга песама „Гле, невреме!“ (1997) и књиге ренга песама „Лица пријатеља“ (1998), као и заједничке књиге хаику песама „Одшкринута врата“ (2004), Прве српско-бугарске антологије хаику песама „На крају дана“ (2005), као и збирке хаику песама „Новогодишња ноћ“ (2007), збирке „Један обичан дан“ (2008) и збирке хаику песама "Шести путник" (2021).
Објавио је ауторску збирку хаику поезије „Кад се земља лепи за стопала“ (1998). Био је члан Светске хаику асоцијације (WHA, Токио, Јапан). Био је дугогодишњи члан Хаику клуба "Александар Нејгебауер" из Новог Сада.
Један је од оснивача и чланова Путујућег хаику друштва из Новог Сада. Члан је Друштва књижевника Војводине. Заступљен је у Светском хаику регистру (САД, 2010) 

## Награде и признања за хаику поезију
Добитник је више међународних награда за хаику поезију:
- „Courage Award“ на VI Ito-En Haiku Contest - 1996,
- Друга награда на 5. Kusamakura Haiku Contest -  2000, Јапан,
- Прва награда на II HIA Haiku contest - 2000, Јапан,
- на IV Annual Mainichi Haiku Contest – International Section - 2000. године, Јапан,

и домаћих награда: 
- Прва награда на VII југословенском фестивалу хаику поезије - 1994, Оџаци,
- Прва награда за „хаику у јапанском стилу“ на Другом интернационалном конкурсу Хаику часописа „Лотос“ - 2001, Ваљевo;
- Трећу награду на 27. Фестивалу хаику поезије - 2016, Оџаци
- Похвала на 31. Хаику фестивалу - 2020, Оџаци.

## Сликарство
Бави се сликарством. Учествовао је на преко 40 колективних изложби и приредио 13 самосталних изложби. Бави се још и: Мејл-арт перформансом, документарном фотографијом, Моби-Артом и Дигитал Артом.
1985. године први пут излаже на новосадској уметничкој сцени. Изучавао је сликарство у Атељеу Јована Бикицког. Завршио је школу цртања и акварела у Музеју Војводине. Био је члан Уметнкичке групе WE-ART.
Учесник је више међународних Мејл-арт пројеката. Међу којима „Природа даје“, „66666“, „Art strike“, „Ego Erotic Trip“, „Gatti Matti e fantastici“, „A midsumernight’s dream“ и других. Приредио је перформанс „Испирање злата“.
Избор колективних изложби:
- Изложбе ЛАНС-а XI, XIV и XV – Нови Сад 11. и 13. изложба ТАКТ-а Темерин;
- 17. Новосадски салон — 1988, Нови Сад;
- „Уметност за уметност“ – 1989, Сремски Карловци;
- Изложба слика — 1990, Сремски Карловци – Пећ;
- 20. Новосадски салон — 1991, Нови Сад;
- 17. Сремскомитровачки салон — 1992, Сремка Митровица;
- „Природа даје" Међународна изложба — 1992, Културни центар– Београд;
- 22. Новосадски салон — 1993, Нови Сад;
- "Вратите осмех на лице / Вратите лице осмеху" Мултимедијални програм — 1993, Галерија Сунце - Београд;
- Новосадска галерија самоуких сликара – 1996, Нови Сад;
- 5. Ноћ музеја - "Изложба акварела" — 2011, Музеј Војводине – Нови Сад;
- 5. Ноћ музеја - Изложба фотографија "Градови и њихове тајне" — 2011, Музеј савремене уметности Војводине – Нови Сад;
- Сликарска колонија "Ивонфест 2013" – 2013, Сомбор;
- 25. Сремскокарловачки Новогодишњи ликовни салон — 2023, Сремски Карловци.

Избор изложби групе WE-ART:
- Галерија "Оскар" – 1991, Нови Сад;
- Галерија "Либеро" – 1992, Бечеј.

Избор самосталних изложби:
- "Прве слике" — 1985, више изложбених простора – Петроварадин;
- "Прве слике - други део" — 1986, више изложбених простора – Петроварадин, Нови Сад, Илок, Кладово;
- Циклус слика "Без назива" — 1990, Галерија Културног центра Новог Сада на Радничком универзитету – Нови Сад;
- "Снови једног дечака" — 1990, Галерија "У пролазу" – Сремски Карловци;
- "IX самостална изложба" — 1991, Галерија "Оскар" – Нови Сад;
- "Прве слике - трећи део" — 1991, више изложбених простора – Петроварадин;
- "Кретање Светлост Уметност - MOBIART" - Изложба принтова — 2013, Културни центар – Бачка Паланка;
- "Педесет корака" - Изложба принтова рађених у Мобиарт техници — 2013, Културни центар Новог Сада - Амерички кутак – Нови Сад;
- "Трагом светлости - Бачка Паланка" - "Ноћ музеја" — 2014, Културни центар – Бачка Паланка;
- "Kретaњe светлости - Моби арт" — 2015, Културни центар општине Темерин – Темерин;

Избор перформанса и уметничких акција:
- Перформанс "Испирање злата" — 1988, Галерија Културног центра Новог Сада - Раднички универзитет – Нови Сад;
- Уметничка акција "Људска права '89" - "Разговор са пролазницима о људским правима" — 1989, Дунавска улица – Нови Сад;
- Перформанс "Прикупљање уметничких потписа" — 1993, Галерија Народног фонда "Кућа Крсмановић" – Београд;

- 2013. - 2016.године    Самостални уметнички пројекат "Кретање - Светлост - Уметност" - градови у којима су настали дигитални записи помоћу Мобиарт технике:

- Будва, Бар, Петровац на мору - Црна Гора;

- Морахалом, Сегедин - Мађарска;

- Темишвар - Румунија;

- Нови Сад, Београд, Суботица, Сремски Карловци, Сомбор, Бачка Паланка, Вршац, Темерин - Србија.

Покренуо је нови самостални уметнички пројекат дигиталне уметности 2019. 2020. и 2021. Пројекат "Игра светлости" - моби-арт микс - Нови Сад, Београд, 2022. "Уметничко страживања вештачке светлости" - моби-арт микс - Сремски Карловци, 2022. Пројекат "Новогодишња светла" - моби-арт микс - Петроварадин, 2025. Пројекат "Ноћ у Темерину - Неонска светла" - моби-арт - перформанс - Темерин, 2025.

## Награде за сликарство
- Награђен је Наградом пунолетства града Новог Сада за сликарство — 1988.
- Похвала на 25. Сремскокарловачком Новогодишњем ликовном салону — 2023.